# 土屋哲雄
土屋 哲雄（つちや てつお、1952年 - ）は、ワークマン専務。ベイシアグループ創業者の土屋嘉雄は叔父、カインズホーム会長の土屋裕雅は従兄弟。

## 来歴
埼玉県深谷市に生まれる。渋沢栄一の故郷でもあり、叔父でベイシアグループ総帥の土屋嘉雄も同郷。埼玉県立熊谷高等学校を経て、東京大学経済学部を卒業し、三井物産に入社。35歳で社内ベンチャーとして三井物産デジタルを起業し、本社経営企画室次長、エレクトロニクス製品開発部長、上海広電三井物貿有限公司総経理、三井情報取締役などを歴任する。中国でワープロを作る会社を立ち上げるなどの事業に携わる。
退社後、土屋嘉雄から「何もしなくてもいいから」と言われ、2012年にワークマンの常務取締役に就く。しばらくはCIO（最高情報責任者）的な任務に就きながら社内見学していたが、後に自宅でもワークマンの服しか着なくなるほどに会社にのめり込むようになっていき、ワークマンプラスの立ち上げなどに参加。2019年から、専務取締役経営企画部・開発本部・情報システム部・ロジスティクス部担当を務める。
2022年7月には東北大学特任教授も務めた。

## 著作
- ワークマン式「しない経営」（ダイヤモンド社）
- ホワイトフランチャイズ ワークマンのノルマ・残業なしでも年収1000万円以上稼がせる仕組み　(KADOKAWA)